# NGC 5566
NGC 5566 è una galassia a spirale barrata nella costellazione della Vergine. Si trova a circa 65 milioni di anni luce dalla Terra ed è la galassia più grande della costellazione della Vergine, con un diametro di circa 150000 al. La galassia NGC 5566 venne scoperta il 30 aprile 1786 dall'astronomo anglo-tedesco William Herschel.

### Libri
- (EN) C. J. Lada, N. D. Kylafits, The Origin of Stars and Planetary Systems, Kluwer Academic Publishers, 1999, ISBN 0-7923-5909-7.
- A. De Blasi, Le stelle: nascita, evoluzione e morte, Bologna, CLUEB, 2002, ISBN 88-491-1832-5.

### Carte celesti
- Tirion, Rappaport, Lovi, Uranometria 2000.0 - Volume I & II, Richmond, Virginia, USA, Willmann-Bell, inc., 1987, ISBN 0-943396-15-8.
- Tirion, Sinnott, Sky Atlas 2000.0 - Second Edition, Cambridge, USA, Cambridge University Press, 1998, ISBN 0-933346-90-5.
- Tirion, The Cambridge Star Atlas 2000.0, 3ª ed., Cambridge, USA, Cambridge University Press, 2001, ISBN 0-521-80084-6.